# George Simpson (explorateur)
Pour les articles homonymes, voir George Simpson et Simpson.
George Simpson (1786/1787 ou 1792 – 7 septembre 1860) fut le gouverneur-en-chef de la compagnie de la baie d'Hudson pendant la période de sa plus grande puissance. Au cours de cette période (1820-1860), il était dans la pratique, sinon en droit, le vice-roi britannique pour l'ensemble de la Terre de Rupert.
Surnommé le "petit empereur", sa gestion despotique et redoutablement efficace de l'Ouest a été l'une des conditions préalables à la mise en place de la Confédération du Canada occidental et oriental. Il se distingue par sa compréhension des détails administratifs et son endurance physique en voyageant à travers le désert. Durant son mandat, la CBH a souvent retourné un bénéfice de 10%. À l'exception de voyageurs et leurs équivalents de Sibérie, peu d'hommes ont passé autant de temps voyageant dans le désert. Il est la première personne connue qui a fait le tour du monde par voie terrestre.
Dans le cadre de ses entreprises privées, il construit le Prince of Wales Terrace, rangée de maisons de ville, à Montréal en 1860,.
Il est l'oncle de l'explorateur Thomas Simpson.